# Stanislav Horuna
Stanislav Horuna (em ucraniano:  Станіслав Миколайович Горуна; Leópolis, 1 de março de 1989) é um carateca ucraniano, medalhista olímpico.

## Carreira
Formado em Direito pela Universidade Nacional de Lviv, Horuna conquistou a medalha de bronze nos Jogos Olímpicos de Verão de 2020 em Tóquio, após confronto na semifinal contra o italiano Luigi Busà na modalidade kumite masculina até 75 kg.